# Rue du Consulat
La rue du Consulat est une rue du centre ville de Limoges.

## Situation et accès
La rue du Consulat est l'une des rues les plus commerçantes de Limoges, longue de 160 mètres, elle est aussi l'une des principales rues piétonnes de la ville.
Fait marquant de cette rue, des habitants ont installé serviettes et chaussures sur un fil surplombant la rue. Certains interprètent cela comme une simple décoration, d'autres pensent qu'il s'agit d'un usage fonctionnel par défaut de place dans l'appartement. Cependant, ces accessoires commencent à être connus des limougeauds.

## Origine du nom
Elle doit son nom aux consuls de Limoges qui y avaient installé le Consulat.